# Amtsgericht Rößel
Das Amtsgericht Rößel war ein preußisches Amtsgericht mit Sitz in Rößel, Ostpreußen.

## Geschichte
Das königlich preußische Amtsgericht Rößel wurde mit Wirkung zum 1. Oktober 1879 als eines von 17 Amtsgerichten im Bezirk des Landgerichtes Bartenstein im Bezirk des Oberlandesgerichtes Königsberg gebildet. Der Sitz des Gerichtes war Rößel. Aufgehoben wurde das Kreisgericht Rössel. Sein Gerichtsbezirk umfasste den Kreis Rößel außer dem Teil, der den Amtsgerichten Bischofsburg, Bischofstein und Seeburg zugeordnet war. Am Gericht bestand 1888 eine Richterstelle. Das Amtsgericht war damit ein kleines Amtsgericht im Landgerichtsbezirk.
Im Jahre 1945 wurden der Amtsgerichtsbezirk unter polnische Verwaltung gestellt und die deutschen Einwohner vertrieben. Damit endete auch die Geschichte des Amtsgerichtes Rößel.